# Gołębiówka (województwo mazowieckie)
Gołębiówka – wieś sołecka w Polsce położona w województwie mazowieckim, w powiecie mińskim, w gminie Kałuszyn. Leży nad rzeką Witówką.
| SIMC    | Nazwa  | Rodzaj    |
| ------- | ------ | --------- |
| 0673800 | Piaski | część wsi |

W latach 1975–1998 miejscowość administracyjnie należała do województwa siedleckiego.
Wierni Kościoła rzymskokatolickiego należą do parafii Wniebowzięcia Najświętszej Maryi Panny w Kałuszynie.